# Ruilopezia marcescens
Ruilopezia marcescens là một loài thực vật có hoa trong họ Cúc. Loài này được (S.F.Blake) Cuatrec. miêu tả khoa học đầu tiên năm 1976.